# Bernard d'Offida
Bernard d'Offida (Appignano del Tronto, 7 novembre 1604 - Offida, 22 août 1694) est un frère lai capucin italien reconnu bienheureux par l'Église catholique.

## Biographie
Il naît le 7 novembre 1604 à Appignano del Tronto près d'Offida de Dominique Puccio et Élisabeth Perani, des agriculteurs pauvres qui lui donne le prénom de Dominique. Vers l'âge de 7 ans, on lui confie le travail de berger, il adresse généralement sa prière à une Vierge peinte sur le mur de la maison où se trouve le troupeau.
En 1626, à 22 ans, il demande à être admis chez les Frères Mineurs Capucins, il est immédiatement accepté étant bien connu dans le couvent pour sa piété, la sainteté de la vie et son amour du travail. Il est envoyé à Corinaldo pour faire son noviciat où il prend l'habit franciscain avec le nom du frère Bernard, il se distingue par le respect de la règle et l'esprit de pauvreté. Après sa profession religieuse, le père provincial le destine au couvent de Fermo avec deux tâches principales: cuisiner et prendre soin de l'infirmerie.
Quand ses occupations le laisse libre, il en profite pour aider les frères dans leur travail ou prie dans l'église ou dans les bois adjacents au monastère. Il commence la journée en prenant part à toutes les messes célébrées à l'église et médite deux heures sur la Passion. Il ne sort et ne rentre jamais au couvent sans avoir d'abord fait une visite, quoique brève, au saint Sacrement, quand il passe devant l'autel, il se prosterne le visage contre le sol et l'embrasse, après la récitation des matines il reste encore longtemps dans l'église pour prier à genoux. La nuit, il dort quelques heures avec la tête sur un morceau de bois recouvert d'un drap blanc.
A 65 ans, le provincial l'envoie au monastère d'Offida et lui confie la tâche de quêteur, il chemine la tête baissée en récitant le chapelet qu'il garde habituellement dans sa main et en profite pour visiter les malades et donner des conseils. Lorsque ses infirmités sont trop importantes, ses supérieurs lui confie le rôle de portier ;  pour tous, en particulier pour les pauvres et les malades, il a des paroles de consolation, plusieurs prêtres et religieux recourent à lui afin d'être éclairé sur des controverses théologiques, sur des passages difficiles de la bible ou sur leurs doutes et leurs angoisses. Beaucoup de gens viennent aussi le voir pour obtenir une grâce ou être libéré d'un handicap. Il les conduit devant l'autel de Félix de Cantalice pour lequel il a une grande dévotion. 
Il meurt paisiblement le 22 août 1694 et béatifié par Pie VI le 25 mai 1795. Joseph Haydn a écrit une messe en son honneur appelée Missa sancti Bernardi von Offida.